# 阿达特
阿达特（爪夷文：عادت），另译“阿达提”，意译“习惯法”，是指北高加索、中亚和东南亚穆斯林群体所遵循的各种本地习俗和传统。尽管该词源自阿拉伯语，但由于殖民的影响，该词被东南亚的非穆斯林群体广泛使用。在东南亚地区，该术语在广义上指引导个人作为群体成员的行为惯习性规范、规则和禁令，以及维护这类规范和规则的惩治和称呼形式。阿达特还包括一套受到社会监管的地方和传统法律以及争议解决方案。